# حقبة الفوضوي
الدهر الفوضوي أو الشاوتي (باللاتينية: Chaotian)، وهو تقسيم زمني مقترح للمقياس الزمني الجيولوجي. تم اقتراحه لأول مرة في عام 2010 باعتباره دهر، وتم تسميته على اسم الفوضى (بالإغريقية: χάος)‏، الفراغ البدائي في الأساطير الإغريقة. يحدد هذا الدهر الفوضوي المقترح باعتباره وقتًا على مستوى المجموعة الشمسية بين بداية تكوين الكواكب والاصطدام المفترض للكوكب القزم طروادة ثيا مع الأرض البدائية.